# Ventura Alvarado
Ventura Alvarado Aispuro (ur. 16 sierpnia 1992 w Phoenix) – amerykański piłkarz pochodzenia meksykańskiego występujący na pozycji środkowego obrońcy, reprezentant Stanów Zjednoczonych, od 2023 roku zawodnik meksykańskiego Mazatlán.

## Kariera klubowa
Alvarado, syn meksykańskich imigrantów, pochodzi z amerykańskiego miasta Phoenix w stanie Arizona, lecz jako trzynastolatek przeprowadził się do ojczyzny rodziców, gdzie rozpoczął treningi w akademii juniorskiej zespołu CF Pachuca. Tam spędził kolejne dwa lata, początkowo występując na pozycji środkowego pomocnika. W 2007 roku przeszedł do ekipy Club América ze stołecznego miasta Meksyk, gdzie przekwalifikowano go na środkowego obrońcę. Przez kolejne pięć lat z powodzeniem występował w różnych kategoriach wiekowych w klubie. Do treningów seniorskiej ekipy Amériki został włączony jako dwudziestolatek przez szkoleniowca Miguela Herrerę i swój pierwszy mecz rozegrał w niej w lipcu 2012 z Veracruz (1:2) w krajowym pucharze (Copa MX). W Liga MX zadebiutował dopiero pół roku później, 16 lutego 2013 w zremisowanej 2:2 konfrontacji z Tolucą. W tym samym sezonie, Clausura 2013, zdobył z Américą tytuł mistrza Meksyku, lecz pozostawał głębokim rezerwowym zespołu i rozegrał wówczas w jego barwach zaledwie jeden mecz.
Latem 2013 Alvarado udał się na wypożyczenie do drugoligowej drużyny Club Necaxa z siedzibą w Aguascalientes. Tam spędził rok; początkowo jako rezerwowy w jesiennym sezonie Apertura 2013 dotarł do finału rozgrywek Ascenso MX, jednak później wywalczył sobie pewne miejsce w wyjściowym składzie. Po powrocie do Amériki, podczas rozgrywek Apertura 2014, zdobył swoje kolejne mistrzostwo Meksyku, pełniąc głównie rolę rezerwowego, lecz w kluczowych spotkaniach sezonu zastąpił w pierwszym składzie zawieszonego Paula Aguilara. W 2015 roku zajął drugie miejsce w krajowym superpucharze – Campeón de Campeones, a także triumfował w najbardziej prestiżowych rozgrywkach Ameryki Północnej – Lidze Mistrzów CONCACAF. Wziął również udział w Klubowych Mistrzostwach Świata, na których uplasował się z Américą na piątej lokacie. W 2016 roku po raz drugi z rzędu wygrał natomiast północnoamerykańską Ligę Mistrzów.
| Sezon     | Klub         | Kraj   | Rozgrywki  | Mecze | Bramki |
| --------- | ------------ | ------ | ---------- | ----- | ------ |
| 2012/2013 | Club América | Meksyk | Liga MX    | 1     | 0      |
| 2013/2014 | Club Necaxa  | Meksyk | Ascenso MX | 21    | 1      |
| 2014/2015 | Club América | Meksyk | Liga MX    | 23    | 0      |
| 2015/2016 | Club América | Meksyk | Liga MX    | 14    | 0      |
| 2016/2017 | Club América | Meksyk | Liga MX    |       |        |

## Kariera reprezentacyjna
Dysponujący podwójnym obywatelstwem Alvarado, nie mając większych szans na powołanie do meksykańskiej kadry, zdecydował się na występy w reprezentacji Stanów Zjednoczonych. Zadebiutował w niej za kadencji niemieckiego selekcjonera Jürgena Klinsmanna, 25 marca 2015 w przegranym 2:3 meczu towarzyskim z Danią. W tym samym roku został powołany na Złoty Puchar CONCACAF, podczas którego tworzył podstawowy duet stoperów swojej drużyny z Johnem Brooksem i rozegrał cztery z sześciu możliwych spotkań (wszystkie w pierwszym składzie). Jego kadra dotarła wówczas do półfinału, przegrywając w nim z Jamajką (1:2) i zajęła ostatecznie czwarte miejsce w turnieju.